# コオニユリ
コオニユリ（小鬼百合・学名Lilium leichtlinii）とは、ユリ科ユリ属の植物。

## 自生地
中国東北部や朝鮮半島、ウスリーといった東アジア北部を中心に生息しており、日本では北海道から九州にかけて分布する。

## 特徴
草丈は70cmから150cmほどとなるユリ。葉は互生する単葉で、披針形～線状披針形となっている。花は漏斗状で、花被弁は強く反り返り、長さ6~8cm、赤橙色で内面に黒褐色の斑点がある。
見た目はオニユリとよく似ているが、オニユリよりも小型の傾向にある。また、オニユリとは違い葉の根元にむかごを付けない。

## 利用
鱗茎には苦みがなく、ユリ根として食用にされている。